# Висока школа за информационе технологије, економију и предузетништво
Висока школа за информационе технологије, економију и предузетништво (ИТЕП) је установа за едукацију из области информационих технологија, економије и предузетништва са седиштем у Лакташима, Република Српска, Босна и Херцеговина. Школа је део интернационалне компаније LINKgroup која се бави едукацијом из области информационих технологија и савременог пословања кроз мрежу образовних институција.

## О школи
Школовање се води по програму у трајању од три или четири године у зависности од избора програма. ИТЕП висока школа има два наставна програма за основне студије под називом "Пословна економија и предузетништво" и "Рачунарске и информационе технологије". Настава се одвија у складу са савременим педагошким и дидактичким методама. Карактерише је:
- рад у малим групама
- менторски рад и успостављање непосредног контакта са наставницима
- повезивање теоријских знања са примерима из праксе кроз анализе студија случаја (case study)
- тимски рад уз развој интерперсоналних вештина[3]

## Одсеци
На ИТЕП-у су заступљена два наставна програма:
- Пословна економија и предузетништво - стичу се знања као што су покретање и вођење бизниса, предузетничке пословне вештине, продаја и организација продаје и финансије и инвестиције. Студенти по завршетку треће године студија добијају звање Дипломираног економисте са 180 ECTS бодова и стичу услов да упишу и четврту годину студија. Након успешног завршетка четврте године студија добијају звање Дипломираног економисте са 240 ECTS бодова.
- Рачунарске и информационе технологије - стичу се знања као што су: развијање и обезбеђивање примене дигиталне мрежне економије, имплементирање решења из електронског пословања, пројектовање најмодернијих софтвера, информационих система, мрежа, и база података, тестирање софтверска решења, решавање сложених задатка уз објектно оријентисано програмирање, и визуелно програмирање софтвера. Студије трају четири године након чега се стиче звање Дипломираног инжењера рачунарства и информатике са 240 ECTS бодова.

## Е-учење
Висока школа за информационе технологије, економију и предузетништво користи Платформу за подршку учењу. Осмишљена је као додатни ресурс за савладавање наставног градива, где студенти своје знање самостално допуњују кроз мултимедијалне материјале, тестове за вежбање и комуникацију са наставницима преко интернета.

## Партнерства и сертификати
ИТЕП је део LINKgroup едукативног система, који ради по званичном овлашћењу Cambridge одељења за међународне испите. Сви полазници школе који са успехом заврше студијски програм "Пословна економија и предузетништво" добијају могућност бесплатног професионалног усавршавања на Цамбридге или неком другом програму на BusinessAcademy. Кроз партнерства са светским установама студентима су на располагању бројни сертификати, као што су: Cambridge International Examinations (CIE), HR Certification Institute (HRCI), European Computer Driving Licence (ECDL), International Project Management Association (IPMA), Chartered Management Institute (CMI) и International Qualifications Network (IQN).